# Fenty Beauty
Fenty Beauty ist ein Kosmetikunternehmen, das von der Sängerin Rihanna im September 2017 gegründet wurde und eine Auswahl von über 40 verschiedenen Hauttönen an Makeup lancierte.

## Geschichte
Im Juni 2014 hat Rihanna ihren Nachnamen Fenty für die Verwendung von einigen Produkten markenrechtlich geschützt. Die Sängerin wollte mit Fenty Beauty Make Up herstellen, die insbesondere dunkle Hauttöne abdeckt. Fenty Beauty war eine der vielen registrierten Markennamen.
In den Jahren davor hatte sie bereits eine Zusammenarbeit mit MAC Cosmetics und veröffentlichte einige Parfums. 2016 schloss sie mit dem Luxusgüterhersteller Louis Vuitton Moet Hennesy einen Vertrag, um gemeinsam das Unternehmen Fenty Beauty zu gründen. 2017 eröffnete sie mit dieser Marke ihre eigene Kosmetiklinie.

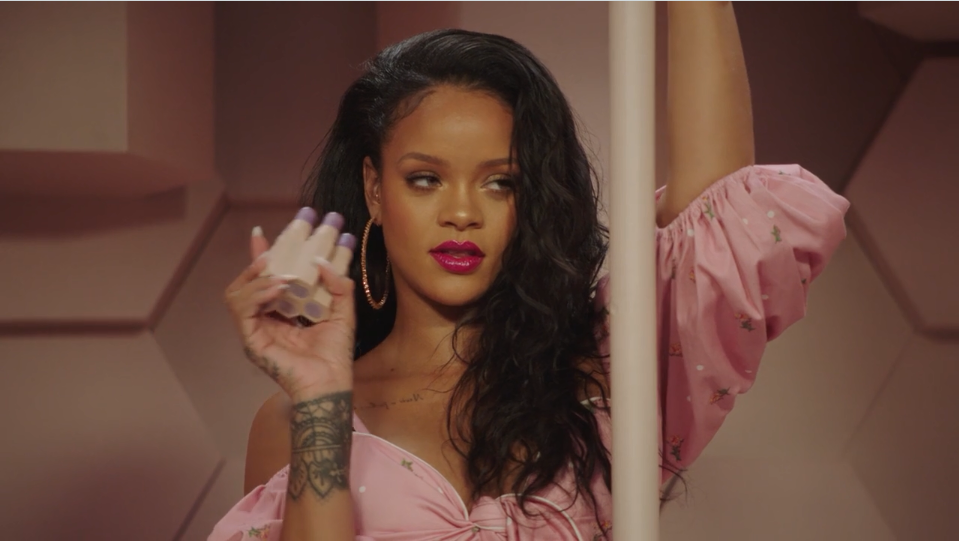
CEO Rihanna mit Produkten von Fenty Beauty.

Die ersten Produkte wurden am 8. September 2017 zum Kauf angeboten. Die Veröffentlichung hatte während der New Yorker Fashion Week, wo Rihanna eine Modenshow für ihre Zusammenarbeit mit Puma hatte, stattgefunden.

## Marketing
In Amerika wurden die Produkte in Sephora Shops veröffentlicht und in Großbritannien in Harvey Nichols Shops. Weltweit kann man die Kosmetikprodukte in allen Sephora Shops und online über die offizielle Website des Unternehmens kaufen.

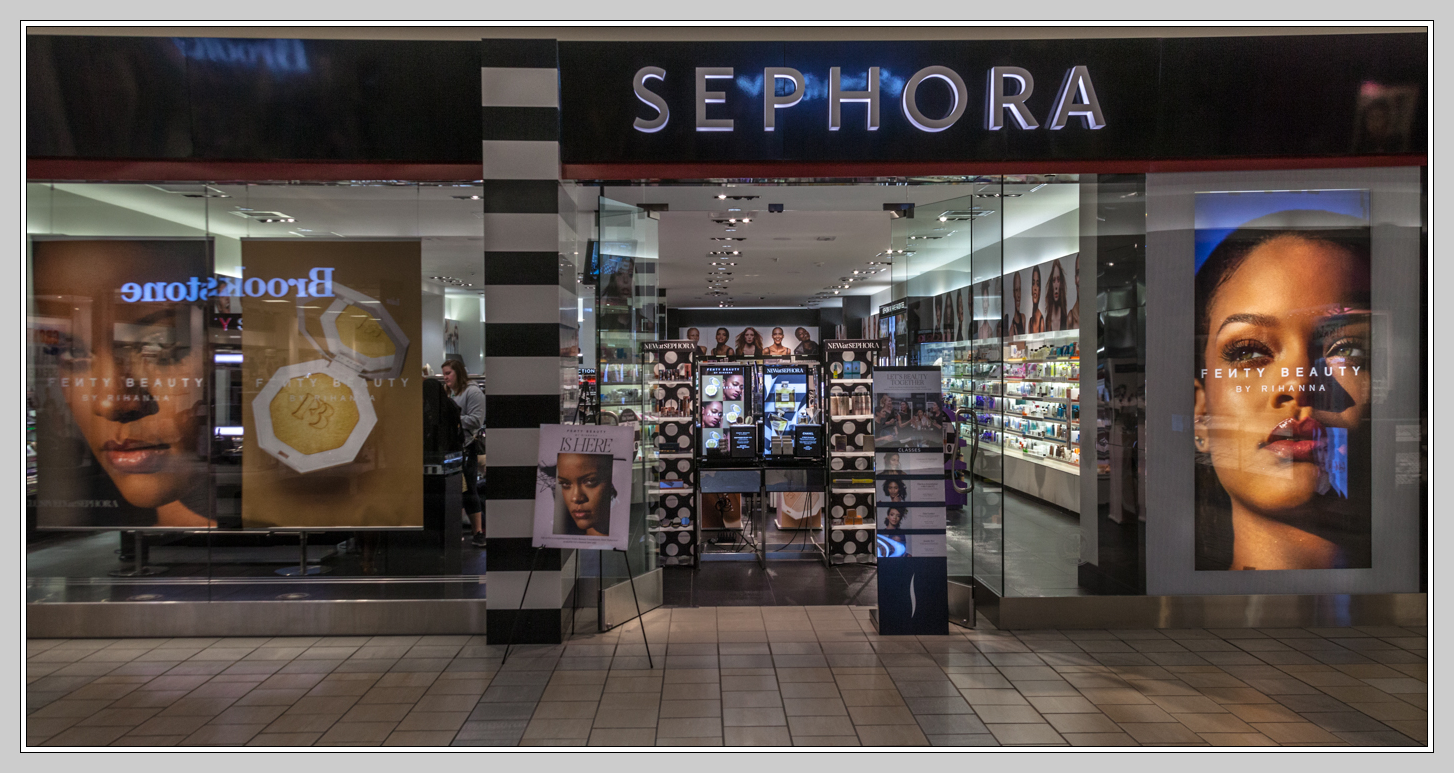
Fenty Beauty in Sephora Stores.

Im ersten Monat hatte das Unternehmen 72 Millionen US-Dollar eingenommen, nach 40 Tagen waren es 100 Millionen Dollar. Im Jahr 2018 erzielte die Marke einen Umsatz von 420 Millionen Dollar.
Mit der großen Vielfalt an Produkten für viele verschiedene Hauttöne hat Rihanna und die Marke weltweite Anerkennung bekommen. Die Werbekampagnen von Fenty Beauty zeigten mehrere schwarze Frauen wie Slick Woods, Halima Aden oder Duckie Thot. Gleich nach der Veröffentlichung der Produkte haben auch andere Kosmetikunternehmen mit mehreren Schwarzen Models geworben, ebenso wurden auch deren Produkte für dunklere Hauttöne erweitert.
Im März 2021 beschuldigte die südafrikanische Sängerin Busiswa Fenty Beauty in einem Werbespot unberechtigterweise das Lied Midnight Starring von DJ Mariphosa mit Gesang von Busiswa zu verwenden.

## Auszeichnungen
Fenty Beauty wurde vom Time Magazine als eine der 25 besten Erfindungen in 2017 gewählt und wurde mit dem WWD Beauty Inc. Award für die größte Kosmetikveröffentlichung ausgezeichnet.